# Szentpéterszeg
Szentpéterszeg è un comune dell'Ungheria di 1.216 abitanti (dati 2001). È situato nella contea di Hajdú-Bihar.